# Рома Англичанин
Ро́ма Англича́нин (настоящее имя — Рома́н Никола́евич Саще́ко; бел. Раман Мікалаевіч Сашчэка; 27 апреля 1988, Могилёв — 30 июля 2017, Санкт-Петербург) — белорусский музыкальный продюсер, рэпер, автор песен, бывший участник групп «ЛСП» и «Грязь».

## Биография

### Ранние годы и карьера
Роман Николаевич Сащеко родился 27 апреля 1988 года в Могилёве. В 2011 году вместе с Денисом Астаповым основал группу «Грязь». В 2012 году начал сотрудничество с Олегом Савченко, более известным как ЛСП. Исполнители познакомились благодаря общему знакомому, который помогал сводить мини-альбом Савченко «Видеть цветные сны». После начала сотрудничества «ЛСП» превращается в дуэт Романа и Олега. Их первой совместной работой стала песня «Номера», выпущенная 24 мая 2012 года. Она вошла в неномерной студийный альбом дуэта «ЁП». За время совместной работы в формате группы были выпущены ещё три пластинки: «Виселицца» (2014), Magic City (2015) и Tragic City (2017). В 2015 году спродюсировал трек «Девочка Пиздец» с альбома «Горгород» для рэпера Oxxxymiron. В 2017 году в треке «Монетка» группы «ЛСП» впервые Роман дебютировал в роли исполнителя, ранее он занимался лишь звукорежиссурой проекта. В том же году Рома в составе группы «Грязь» выпускает треки «ББН» и «Я ненавижу людей» с собственным куплетом.

### Смерть
Рома Англичанин скончался 30 июля 2017 года. О причинах смерти не сообщалось. Сащеко похоронили на одном из кладбищ недалеко от Могилёва. 2 октября 2017 года вышел клип на песню «Тело», посвящённый Роману. Романа в клипе сыграл видеоблогер Дмитрий Ларин.